# Наши глуповские дела
На́ши глу́повские дела́ — очерк Салтыкова-Щедрина, поначалу изданный как отдельное произведение, затем предполагавшийся как часть несостоявшегося цикла «Глупов и глуповцы» и наконец — попавший в составной сборник «Сатиры в прозе». «Наши глуповские дела» относятся к числу трёх ранних глуповских очерков, написанных летом-осенью 1861 года в Твери.
После запрещения цензурой трёх главных очерков из предполагаемого глуповского сборника, отдельные новеллы и выдержки из него были рассыпаны по двум другим циклам: «Невинные рассказы» и «Сатиры в прозе» (оба издавались при жизни писателя трижды: в 1863, 1881 и 1885 году). Причём, небольшая часть глуповских текстов вошла в последний сборник, где, в частности, и можно обнаружить очерк «Наши глуповские дела».
Впервые очерк «Наши глуповские дела» был опубликован в конце 1861 года в журнале «Современник».

## История очерка
Эту новеллу можно отнести к первой, ранней серии рассказов из глуповской серии, написанных непосредственно после «Скрежета зубовного». Эта группа состоит из трёх очерков: «Литераторы-обыватели», «Клевета» и «Наши глуповские дела», избежавших цензурного запрета и опубликованных в 1861 году. В приведённом списке они расположены в хронологическом порядке, что во многом определяет характер последнего, третьего очерка. Самый поздний из трёх ранних глуповских опусов, он стал своеобразным связующим звеном, в котором видна постепенная кристаллизация авторского образа города Глупова и его обитателей. Летом-осенью 1861 года, когда создавались первые глуповские очерки, их автор занимал должность тверского вице-губернатора, в столице бывал только наездами и не был полностью предоставлен себе как литератор. Это во многом определило характер текстов. С одной стороны, они наполнены живым, непосредственным эмоциональным откликом человека, лишь с большим трудом способного продолжать терпеть усиливающийся конфликт между своими убеждениями и должностью. Заслужив у местной клаки чиновников и помещиков прозвище местного «вице-Робеспьера», Михаил Салтыков постоянно находился в конфликте и с начальством, и с окружением.
С другой стороны, будучи молодым автором-любителем, оторванным от общения с коллегами и своей культурной средой, он разными способами пытался соединить служебную практику с литературным трудом. Первые тексты «надворного советника Н.Щедрина» (псевдоним писателя) публиковались начиная с 1856 года и сделали его имя известным на всю страну. Прежде всего, этот успех можно отнести к остро-актуальным «Губернским очеркам», которые описывали быт различных слоёв населения в последние годы до отмены крепостного права. Новый цикл очерков, рассказов и сценок, задуманный уже после объявления «акта об освобождении крестьян», отличался ещё большей резкостью и жёсткостью сатирического тона.
«Наши глуповские дела» — стал не только третьим очерком «глуповского цикла» по хронологии сочинения, но также и по времени появления в печати. Написан он был летом и (или) осенью 1861 года в Твери, то есть, находился в работе почти одновременно с предыдущим очерком «Клевета». Тем не менее, образ города Глупова получает здесь дальнейшее развитие даже по сравнению с одновременным ему, предыдущим текстом. И хотя в нём ещё сохраняются определённые черты провинциального города, как это было прежде, тем не менее, уже заметна тенденция к постепенному разрастанию Глупова сначала до губернского и затем далее — до общероссийского масштаба. В этом отношении особенно показательны абзацы о «столичных» и «прочих» Глуповых, помещённые в начале первого варианта очерка, но позднее вычеркнутые автором:

«Давно ли, кажется, беседовал я с вами, читатель, о нашем уездном Глупове, как уже сердце моё переполнилось жаждою повести́ речь о другом Глупове, Глупове — губернском.
Он также лежит на реке Большой Глуповице, кормилице-поилице всех наших Глуповых: уездных, губернских и прочих (каких же «прочих», спросит слишком придирчивый читатель. — Разумеется, заштатных и безуездных, отвечаю я, ибо столичных Глуповых не бывает, а бывают столичные Умновы. Это ясно как день). Он также имеет свою главную улицу, по сторонам которой тянутся каменные дома одноэтажной, полукаменной постройки; он также пересекается во многих местах оврагами, по склонам которых в изобилии разводится капуста и прочий овощ, услаждающий неприхотливый вкус обывателей. Словом, Глупов как Глупов, только губернский».:630-631— «Наши глуповские дела», из первоначального варианта рукописи
Несмотря на то, что очерк рисует город Глупов в точности таким, каким отныне он вошёл в дальнейшее творчество Салтыкова и остался в сознании читателей, но всё же пока ещё чувствуется, что автор не вполне кристаллизовал в себе этот образ. К примеру, начало «Наших глуповских дел» открыто намекает на город Тверь, и совсем не случайно в нём «долгожданное возвращение» автора в Глупов описано, как возвращение в родную Тверскую губернию («детство! родина! вы ли это?» — восклицает он в самом начале). Точно так же не случайно и река Глуповица (Малая да Большая) связывается с Тверцой, при впадении которой в Волгу основан город Тверь. Впрочем, это лишь отдельные детали пейзажа, не касающиеся главной цели существования города, при том что всё дальнейшее описание топографии и истории Глупова уже совершенно по-салтыковски фантастично и превращают этот очерк в ближайшую предтечу «Истории одного города». Пожалуй, именно отсутствие концепции некоего цельного произведения и привело к тому, что Глупов в очерках 1861-1862 года всякий раз связывался со вполне конкретными городскими воспоминаниями из разных периодов его жизни. В частности, Салтыков-Щедрин в начале «Наших глуповских дел» «сознаётся», что он далёк от какой бы то ни было мысли о написании «истории Города Глупова», сходу заявляя, что никакой «истории Глупова нет как нет, потому что её съели крысы»; а вместо истории он видит только собрание исторических легенд, несуразиц и анекдотов. И тут же он приводит три-четыре страницы подобных анекдотов, посвящённых фантастической предыстории Глупова (когда он ещё назывался Умновым). К примеру, один из них рассказывает о приезде в этот город громовержца Юпитера и Минервы-богини (между прочим, в Глупове до сих пор есть музей-квартира, где останавливался Юпитер). Покончив с богами, автор переходит к описанию разных глуповских губернаторов, каждый из которых сразу напоминает страницы «Истории одного города». И здесь в тексте очерка читатель видит уже не Тверь и не Вятку (хотя фамилия одного из перечисленных в «описи» глуповских губернаторов, Фютяев, и представляет собой простую анаграмму пресловутого в Вятке во времена Герцена губернатора Тюфяева), — а тот обобщённый всероссийский Глупов, который отныне только и будет главным героем сначала глуповских очерков Салтыкова, а затем — и его романа.
Занимающий промежуточное место в раннем творчестве Салтыкова-Щедрина, очерк «Наши глуповские дела» похож на живую речь, он имеет несколько фрагментарный вид, соединяя в себе разнородные тексты как по времени создания, так и по жанру (от публицистического очерка до пьесы), а местами — и вовсе поражает хлёсткими фразами, словно бы сошедшими с будущих страниц «Истории одного города». Пожалуй, изо всех очерков разрушенного цензурой «глуповского цикла» именно он находится ближе всего к тексту будущего романа, замысел которого появится значительно позже.:590

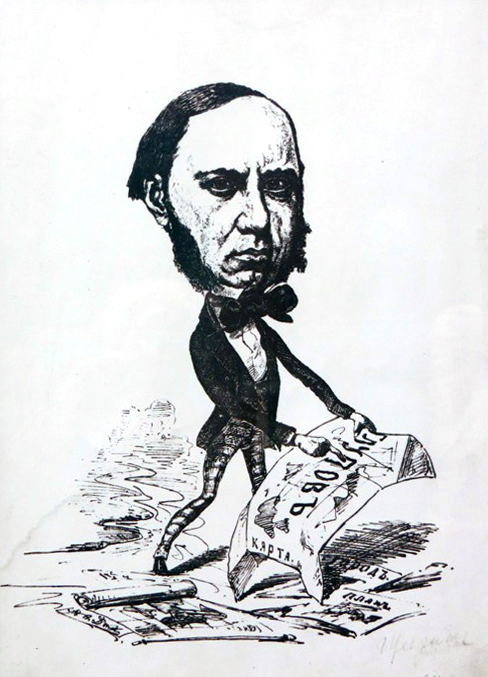
М. Е. Салтыков-Щедрин
с картой города Глупова
(карикатура А.Долотова, 1869)

Если в очерке «Литераторы-обыватели», первом из будущей глуповской серии, город Глупов упоминается не слишком подробно, то на страницах «Наших глуповских дел» он впервые описан не только в подробностях, но ярко и сочно. Из текста можно получить сжатую характеристику местной топографии, а также жителей этого воображаемого населённого пункта, здесь же дано и краткое описание некоторых глуповских губернаторов (предвосхищающее таковое в «Истории одного города»). Если суммировать приведённые здесь сведения о городе Глупове до краткой хроники, то в целом получится примерно следующая картина: «У Глупова нет истории... Рассказывают старожилы, что была какая-то история, и хранилась она в соборной колокольне, но впоследствии ни-то крысами съедена, ни-то в пожар сгорела». — О глуповских губернаторах говорится и вообще, и в частности: «Были губернаторы добрые, были и злецы; только глупых не было — потому что начальники!» — Ниже даётся краткое описание отдельных губернаторов: губернатор Селезнев, который как добрался до Глупова, уткнулся в подушку, да три года и проспал; губернатор Воинов, который позвал глуповцев, да как затопочет на них: «Только пикните у меня, говорит, всех прав состояния лишу, на каторгу всех разошлю!» А то был губернатор рыжий, губернатор сивый, губернатор карий и так далее.:455
В архиве писателя сохранились две рукописи очерка «Наши глуповские дела». Наиболее ценный, черновой автограф содержит полный текст первоначальной редакции вместе с исправлениями.:630 Вторая рукопись, которая не была доведена до конца, представляет собой перебелённый вариант первой половины очерка с незначительными изменениями и дополнениями, внесёнными в процессе переписки чернового автографа. По этой рукописи Салтыков вырабатывал окончательный, значительно сокращённый текст произведения. Из первого варианта он исключил начальную часть очерка, вписал на полях новые варианты, соответствующие опубликованному тексту, а также отметил места для вставок отдельно сочинённого текста и отчеркнул карандашом фрагменты, подлежащие сокращению, — значительная часть из этих фрагментов позднее вошла в очерк «К читателю».:631
В середине октября 1861 года рукопись очерка «Наши глуповские дела» была отослана в редакцию журнала «Современник» вместе с ещё одной рукописью меньшего размера, которая частью своей была выделена из первоначального варианта, называлась «К читателю» и должна была выполнить функцию развёрнутого вступления (или вводной части к собственно очерку). Однако 7 декабря было получено цензурное разрешение только на «Наши глуповские дела», а статья «К читателю» вернулась вся исписанная красными чернилами. Уезжая обратно в Тверь, Салтыков захватил с собой корректурные гранки вступления — для его дальнейшей доработки к печати. Как следствие, в одиннадцатом номере журнала был опубликован только один очерк — «Наши глуповские дела»,:247 лишённый всех признаков принадлежности к будущему циклу «Глупов и глуповцы».

## Структура и круг тем очерка
Отменившие крепостное право положения 19 февраля 1861 года резко сместили всю повестку дня в стране. Будучи не только радикальным демократом, но и крупным государственным чиновником, Салтыков-Щедрин ощутил на себе это обострение двукратно. Неизбежным образом, изменился тон и характер его публицистической прозы, в полной мере испытавшей на себе то же политическое обострение. Последним предреформенным очерком стал «Скрежет зубовный», запрещённый цензурой в конце 1860 года. Первые рассказы и очерки «глуповского» цикла, а затем и замысел всего сборника возник спустя полгода и более после отмены крепостного права. Три главных очерка из предполагаемой книги («Глупов и глуповцы», «Глуповское распутство» и «Каплуны») появились ещё на полгода позднее. Однако в течение всего 1862 года писатель ничего не знал об их судьбе. Между тем, в конце апреля 1862 года город Глупов попал под политический запрет, своим удельным весом значительно превосходящий не только цензурный комитет, но и всё министерство народного просвещения во главе с его министром А. В. Головниным.
Вызвав серьёзные разногласия и даже споры в цензурном комитете, волей судьбы два глуповских текста попали в руки к члену Государственного совета графу С. Г. Строганову. Как следствие, последовал категорический запрет к публикации обоих очерков со следующей визой: «Глуповское распутство господ дворян вызывает нас на генерала Зубатова, — писал он Головнину, — при Иване Васильевиче Грозном это было бы и смело и извинительно — теперь это безнравственно и несвоевременно!»
«Забежавший вперёд» очерк «Наши глуповские дела» чистой волей случая был к тому моменту уже опубликован, хотя и также не без потерь, — в цензурном комитете забраковали вступительное обращение «К читателю», выделенное из единого чернового текста. Таким образом, в формирование книги «Глупов и глуповцы» сразу же, с момента появления у автора её замысла началось систематическое вмешательство цензуры, которое, в итоге, спустя два года привело к полному разрушению первоначального замысла, а затем и — потере первоначальной актуальности как для автора, так и для бурно менявшегося политического момента.
Так получилось, что уже в 1863 году очерк «Наши глуповские дела», наряду с другими «просочившимися сквозь цензурное сито» новеллами из числа глуповских рассказов, попал последним (завершающим) номером в суммирующий за четыре года сборник «Сатиры в прозе», составленный автором из разнородных текстов с попыткой сохранить общность темы, но без соблюдения хронологической последовательности. Таким образом, два очерка, появившиеся в 1862 году («К читателю» и «Наш губернский день»), отражавшие более зрелый взгляд автора на поставленные проблемы, находятся в сборнике раньше трёх глуповских очерков, опубликованных в 1861 году («Литераторы-обыватели», «Клевета» и «Наши глуповские дела»).:583
Парадоксальность подобной расстановки сказывается ещё и в том, что именно «Наши глуповские дела» выполняли в концепции несостоявшегося сборника функцию своеобразной «презентации» города Глупова. Этот очерк стал тем текстом, в котором автор впервые дал яркую развёрнутую характеристику этого «места действия», многими своими чертами предвосхищающую не только стиль повествования, но даже структуру «Истории одного города». Именно здесь прежде размытые образы глуповского мира обрастают конкретными подробностями. Причём, едва ли не сразу Салтыков приходит к тому же самому выводу о неизбежности гибели Глупова, что и в очерке «Клевета», хотя нить его рассуждений более извилиста и сложна.:584 Причём, своюй приговор Салтыков-Щедрин проговаривает без малейшей иносказательности, прямым публицистическим текстом и с предельной серьёзностью:

Глуповское миросозерцание, глуповская закваска жизни находятся в агонии — это несомненно. Но агония всегда сопровождается предсмертными корчами, в которых заключена страшная конвульсивная сила. Представителями этой силы, этих ужасных попыток древлеглуповского миросозерцания удержаться на старой почве служат новоглуповцы. В лице их оно празднует свою последнюю, бессмысленную вакханалию; в лице их оно исчерпывает последнее своё содержание; в лице их оно торжественно и окончательно заявляет миру о своей несостоятельности... <...>
В этом отношении я даже чувствую некоторую симпатию к новоглуповцу. Он мил мне потому, что он — последний из глуповцев.— «Наши глуповские дела», окончание очерка
И прежде всего, здесь город перестаёт быть провинцией или просто губернским центром, он разрастается до пределов всей страны, а его городничий Зубатов приобретает явственные черты самодержца (хотя и с необходимой долей «конспиративной» иносказательности). Попытки более широкого обобщения Глупова приводят к рассуждениям о его «будущей истории», — этот элемент также появляется в «Наших глуповских делах» впервые. — Впрочем, итог этих рассуждений сугубо негативен: «У Глупова нет истории», потому что невозможна такая история, «которой содержанием был бы непрерывный, бесконечный испуг», — пишет автор. Размышления Салтыкова-Щедрина о трагедии народной пассивности и бессознательности, о крайней гражданской незрелости общества спустя восемь лет лягут в основу изображения того же глуповского мира — в «Истории одного города».:632
Среди новых черт города и его жителей можно назвать также появление рядом со староглуповцем некоего «новоглуповца» (так Салтыков по следам своих тверских служебных впечатлений окрестил дворянских либералов, позднее получивших прозвание «Трифонычей»). Более подробной и разработанной становится и глуповская география. Так, рядом с Умновом появляется ещё и город Буянов, символизирующий крестьянские восстания. В лице новоглуповца (в недалёком будущем Трифоныча), вполне сохранившего прежнее крепостническое миросозерцание с тем только отличием, что он имеет изящные манеры и владеет либеральной демагогией, староглуповец (будущий Сидорыч) совершает попытки продлить своё существование. Борьба в первые годы после отмены крепостного права принимала всё более горячие формы, в связи с чем и первоначальный оптимизм Салтыкова начинал постепенно угасать. Его вера в грядущую победу «Умнова» начинает колебаться и искать поддержки — в «Буянове», хотя и без особого восторга.

В самом деле, как определить, что может значить глуповское возрождение? Я допускаю возможность говорить о возрождении умновском, о возрождении буяновском, ибо там оно в чём-нибудь выражается... ну, хоть в том, например, что лица веселее смотрят, что ноги бодрее ходят... Но возрождение глуповское!.. воля ваша, тут есть что-то непроходимое, что-то до такой степени несовместимое, что мысль самая дерзкая невольно цепенеет перед дремучим величием этой задачи. Да помилуйте! Да осмотритесь же кругом себя! потяните же носом воздух! Ведь глуповцы даже полов в своих жилых покоях не вымыли! ведь глуповцы даже в баню лишнего раза не сходили! А без этого какое же может быть возрождение!— «Наши глуповские дела»
Правда, окончательный пессимизм пока не победил окончательно, как это произойдёт в самом скором времени — под влиянием новых административных впечатлений тверского вице-губернатора, а также подавления крестьянских волнений 1861-1862 года. В «Наших глуповских делах» Салтыков-Щедрин ещё не потерял остатки надежды, что дело может кончиться победой, а не поражением. В согласии с этой концепцией новоглуповец, поборник глуповского выживания и «возрождения» (после нанесённого ему в 1861 году урона), получает клеймо всего лишь тщетной попытки умирающего древнеглуповского образа жизни удержаться на старой почве.:584-585 Не без скрытого оптимизма Салтыков оценивает этот типаж в финале текста очерка как «последнего из глуповцев».:516

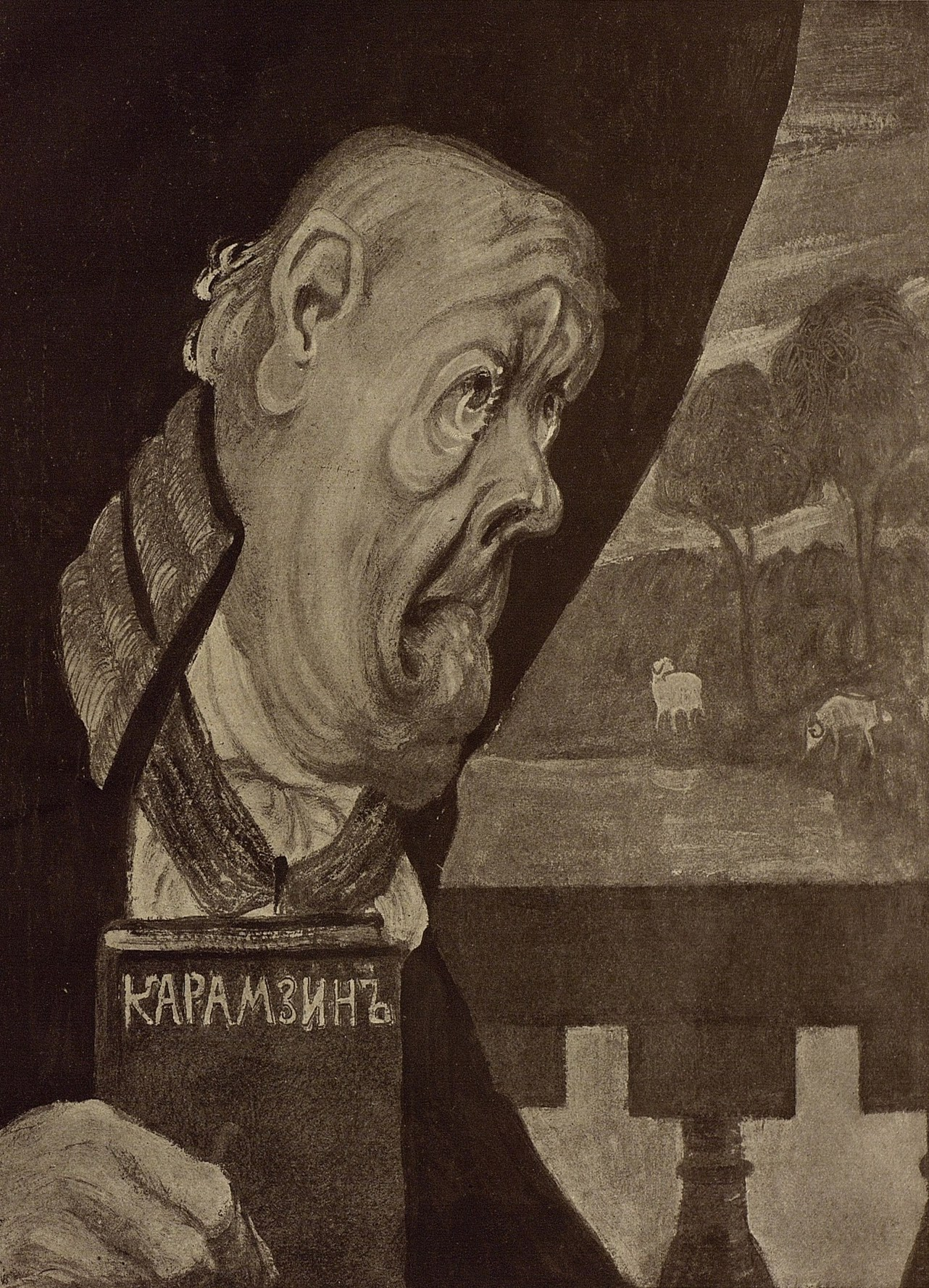
градоначальник Грустилов
(рис. А.Яковлева, 1907)

Ещё более ядовитые характеристики в очерке «Наши глуповские дела» получают представители правящей администрации. Вся губернская бюрократия представлена там в виде уродцев, словно бы знакомых по будущей «Истории одного города». Тональность и самый лексикон текста немедленно обнаруживает громадные дозы раздражения своего автора, — жестокого раздражения, которые тот с завидной регулярностью получает по основному месту службы. Это — лишнее свидетельство того мучительного «брака по расчёту», в котором Михаил Салтыков состоял с «табелью о рангах» со времён своей вятской ссылки, будучи вынужденным чиновником при разных российских губернаторах. С нескрываемым отвращением он описывает глуповского градоначальника и его ближайших подчинённых он в виде «плешивого синклита»: «губернатор там был плешивый, вице-губернатор плешивый, прокурор плешивый. У управляющего палатой государственных имуществ хотя и были целы волосы, но такая была странная физиономия, что с первого и даже с последнего взгляда он казался плешивым». Старческие и уродские характеристики глуповского правления ещё более подчёркивают обречённость города и его жителей перед ходом времени.
Очерк «Наши глуповские дела» не имеет какого-то жёсткого или определённого финала, — можно сказать, что автор ставит в конце своё любимое многоточие... — Общероссийский Глупов ещё жив, он не умер окончательно и «похороны» его вместе с отпеванием отодвинуты в неопределённое будущее, возможно, до написания главного романа об этом городе, в то время ещё не существовавшего в планах его автора — даже в виде смутного замысла. И что показательно: делу постепенного вызревания идеи о городе Глупове немало поспособствовал именно цензурный комитет «во главе» с членом Государственного совета графом Строгановым. По существу, именно они своими цензурными запретами шаг за шагом разрушили цельный замысел первой салтыковской книги о городе Глупове, не дав реализоваться литературной идее, по существу, занимавшей центральное место в творчестве писателя. А потому Салтыков-Щедрин, предполагавший покончить с Глуповом ещё в самом начале 1860-х годов, был вынужден через семь лет вернуться к нему в «Истории одного города», — уже в другом литературном жанре, на новом этапе владения материалом и мастерством.:589
Таким образом, административно-должностной круг тверского вице-губернатора замкнулся. «Благодаря» политическому и цензурному запрету от графа Строганова (одного из лиц, особо приближённых с самому́ «генералу Зубатову»), сборник «Глупов и глуповцы» был отложен на неопределённое время и остался лежать беспокоящим грузом в архиве своего автора, постепенно подготавливая появление нового крупного произведения. С другой стороны, свою несомненную роль сыграли три года вынужденного литературного молчания (1865—1867), когда Салтыков-Щедрин во второй раз перешёл на государственную службу, занимая в Пензе, а затем в Рязани должность управляющего Казённой палатой. Это время послужило не только вызреванию наболевшего глуповского материала, но и достижению необходимой писательской дистанции, чтобы город «умирающих» стал предметом уже не очерка, политически актуального и злободневного, но произведения вневременного, по сути — романа-притчи, лишённого налёта сиюминутной публицистичности и прямого диалога с читателем. Пожалуй, лучше всех об этом предмете высказался сам автор, — причём, сделав это заранее, в феврале 1862 года, в одном из следующих глуповских очерков, словно бы заранее предвосхищая будущую судьбу своего произведения:

Я должен сказать правду: Глупов составляет для меня истинный кошмар. Ни мысль, ни действия мои не свободны: Глупов давит их всею своею тяжестью; Глупов представляется мне везде: и в хлебе, который я ем, и в вине, которое я пью. Войду ли я в гостиную — он там, выйду ли я в сени — он там, сойду ли в погреб или в кухню — он там... В самый мой кабинет, как я ни проветриваю его, настойчиво врываются глуповские запахи...
Но если Глупов до такой степени преследует меня, то какая же возможность избавиться от Зубатова, этого, так сказать, первого глуповского гражданина?— М. Е. Салтыков-Щедрин, «Глуповское распутство», часть II
И в самом деле, нельзя не заметить, что многие элементы содержания и формы будущего романа о городе Глупове восходят и возвращаются к первым очеркам о «глуповцах». Пытаясь на основе «устных преданий» проникнуть «во мрак глуповской жизни» и обнаруживая в ней гнетущее царство «тупого испуга», автор восклицает в рассказе «Наши глуповские дела»: «О вы, которые ещё верите в возможность истории Глупова, скажите мне: возможна ли такая история, которой содержанием был бы непрерывный бесконечный испуг?» — Ответом на этот, словно бы риторический вопрос, поставленный автором, явилась «История одного города».
Совсем не трудно отыскать в тексте «Наших глуповских дела» немало других образов и идей, получивших дальнейшее развитие в «Истории одного города». К примеру, пушкинская «История села Горюхина», входящая в число несомненных творческих источников салтыковской летописи Глупова как по жанру, так и по стилю изложения, получила на страницах «Наших глуповских дел» своё близкородственное соответствие в выдержках из личного «журнала» глуповского обывателя Флора Лаврентьича Ржанищева, в котором он «изо дня в день списывал все законные и непротивные правилам глуповского миросозерцания деяния свои». Не менее наглядно и перечисление о губернаторах «добрых и злецах», повелевавших в разное время судьбами глуповцев, — это более чем узнаваемое зерно будущей «Описи градоначальникам». Что же касается акцентированно-фольклорного мотива о бабе-яге, пожирающей Иванушек, то он будет и вовсе дословно повторён в «Истории одного города».:589-590
Таким образом, рассказы и очерки начала 60-х годов из несостоявшегося сборника, в особенности, «Наши глуповские дела», в общих чертах и отдельных деталях наметили художественную и тематическую ткань родственной им «Истории одного города», хотя самая мысль о создании этого большого произведения явилась у Салтыкова не теперь, а значительно позднее.:590

## Комментарии
1. ↑  «истории Глупова нет как нет, потому что её съели крысы» — своё отнюдь не случайное утверждение Салтыков-Щедрин повторит буквально слово в слово спустя два-три месяца в другом основополагающем очерке «Глупов и глуповцы» — хотя и запрещённом цензурой к публикации, но титульном для всего глуповского цикла. Там он пишет дословно следующее: «Истории у Глупова нет — факт печальный и тяжело отразившийся на его обитателях, ибо, вследствие его, сии последние имеют вид растерянный и вообще поступают в жизни так, как бы нечто позабыли или где-то потеряли носовой платок»... Автор не упускает случая повторить свой тезис и ещё раз настоять на нём. — И всё же, не проходит и семи лет, как у города Глупова появляется своя история (и даже летописец), хотя в заголовке этого романа название города намеренно не упоминается.
2. ↑  В частности, первый черновой автограф содержал в себе вставной номер, целую пьесу под названием «Комедия», которая делила очерк на две части. Впоследствии этот дивертисмент был опубликован в сборнике «Сатиры в прозе» как одна из «Недавних комедий» под заглавием «Погоня за счастьем». Правда, этот фрагмент не вошёл в окончательный вариант очерка. С другой стороны, в окончательный вариант «Наших глуповских дел» вошла ещё одна вставка (в виде обособленного рассуждения о «хороших людях», начиная со слов «Мудрено ли, что глуповцы... утешались, взирая на нас!»). — Это более чем двухстраничное рассуждение, а также включённый в опубликованный текст «Наших глуповских дел» дневник Ржанищева представляют собой фрагменты из двух очерков, начатых ранее и существовавших сначала отдельно: «Хорошие люди» и «Предчувствия, гадания, помыслы и заботы современного человека». Таким образом, очерк «Наши глуповские дела», изобилующий вставными фрагментами, анекдотами и дидактическими отступлениями не только производит впечатление фрагментарности, но и является таковым по характеру написания.
3. ↑  Более подробно конфликт между помещиками Сидорычами (ретроградами) и Трифонычами (демократами) описан в запрещённом цензурой очерке «Глуповское распутство», написанном вслед за «Нашими глуповскими делами». Пустопорожний спор между этими господами сопровождается обильными возлияниями и заключительным хором согласия на тему испытанных веками «мер» подавления малейшего недовольства крестьянской массы.
4. ↑  Должность вице-губернатора занимала в российской табели о рангах весьма высокое место (не ниже V—VI классов с присвоением чина коллежского советника), уступая только статским и тайным советникам.
5. ↑  В те времена граф Строганов был не только членом Государственного совета, но и занимал при дворе исключительно важную должность главного руководителя воспитания наследника цесаревича Николая Александровича.
6. ↑  Очерк «Наши глуповские дела» вообще носит составной характер, в него включены несколько пространных фрагментов, взятых автором из других текстов, начатых ранее и затем оставшихся незаконченными. К примеру, упомянутый здесь Дневник Ржанищева перенесён из неопубликованного очерка «Предчувствия, гадания, помыслы и заботы современного человека», кроме того, есть переносы из очерка «Хорошие люди».